# Plounez
Plounez est une ancienne commune des Côtes-d'Armor ayant fusionné en 1960 avec Paimpol et Kérity.
Ses habitants sont les Plounéziens.
D’un point de vue religieux, l’ancienne paroisse de Plounez faisait partie de l’évêché de Saint-Brieuc et était placée sous le vocable de Notre-Dame de Bon Secours. Paimpol en était une trêve jusqu’en 1790. Depuis un aménagement pastoral de 1997, Plounez est devenu un relais paroissial de la paroisse de Paimpol.

## Toponymie
Les noms de Plouenez et Ploënez sont attestés anciennement. Trois étymologies possibles sont évoquées :
- Plou-enez - la paroisse île - fait allusion à la vallée marécageuse rejoignant la ville de Paimpol à la rivière du Trieux.
- Plou-névez - la paroisse neuve.
- Plou-néis - la paroisse de Neis ou Neiz  - qui est un anthroponyme courant, probablement un saint.

## Histoire

### LeXXesiècle

#### Les guerres duXXesiècle
Le monument aux Morts porte les noms de 108 soldats morts pour la Patrie :
- 82 sont morts durant la Première Guerre mondiale ;
- 25 sont morts durant la Seconde Guerre mondiale ;
- 1 est mort dans le cadre des Troupes Françaises d'Occupation en Allemagne.

## Population et société

### Démographie
| 1793  | 1800  | 1806  | 1821  | 1831  | 1836  | 1841  | 1846  | 1851  |
| ----- | ----- | ----- | ----- | ----- | ----- | ----- | ----- | ----- |
| 1 798 | 2 144 | 1 672 | 2 105 | 2 190 | 2 289 | 2 272 | 2 171 | 2 088 |

| 1856  | 1861  | 1866  | 1872  | 1876  | 1881  | 1886  | 1891  | 1896  |
| ----- | ----- | ----- | ----- | ----- | ----- | ----- | ----- | ----- |
| 2 152 | 2 143 | 2 126 | 2 014 | 1 994 | 1 912 | 1 912 | 1 912 | 1 819 |

| 1901  | 1906  | 1911  | 1921  | 1926  | 1931  | 1936  | 1946  | 1954  |
| ----- | ----- | ----- | ----- | ----- | ----- | ----- | ----- | ----- |
| 1 906 | 1 964 | 2 039 | 2 044 | 1 883 | 1 891 | 1 752 | 1 760 | 1 812 |

| 1962       | - | - | - | - | - | - | - | - |
| ---------- | - | - | - | - | - | - | - | - |
| cf Paimpol | - | - | - | - | - | - | - | - |

## Politique et administration
| Période                                  | Période | Identité                | Étiquette | Qualité                                   |
| ---------------------------------------- | ------- | ----------------------- | --------- | ----------------------------------------- |
| 1790                                     | 1790    | Louis Étienne Le Tanaff |           | Maire                                     |
| 1791                                     | 1792    | François Le Tarin       |           | Maire                                     |
| 1793                                     | 1798    | Olivier Maignou         |           | Agent municipal                           |
| 1798                                     | 1800    | Jacques Jacob           |           | Agent municipal puis maire provisoire     |
| 1800                                     | 1806    | Joseph Jacob            |           | Maire nommé                               |
| 1807                                     | 1812    | Jean-Marie Maignou      |           | Maire nommé                               |
| 1812                                     | 1815    | Cyr-Charles Lamandour   |           | Maire nommé                               |
| 1815                                     | 1830    | François Guillermic     |           | Maire nommé                               |
| 1830                                     | 1852    | Cyr-Charles Lamandour   |           | Maire nommé                               |
| 1852                                     | 1886    | Yves-Marie Maignou père |           | Maire nommé puis élu - Conseiller général |
| 1886                                     | 1897    | Yves-Marie Maignou fils |           | Maire - Conseiller général                |
| 1897                                     | 1910    | Yves-Marie Renan        |           | Maire élu                                 |
| 1910                                     | 1935    | Emmanuel Jacob          |           | Maire élu                                 |
| 1935                                     | 1945    | Guillaume André         |           | Maire                                     |
| 17 octobre 1945                          | 1956    | Eugène Le Gonnidec      |           | Maire                                     |
| 1956                                     | 1960    | Louis Fretté            |           | Maire                                     |
| Les données manquantes sont à compléter. |         |                         |           |                                           |

### Fusion de Plounez, Paimpol et Kérity
Plounez s'étend, en 1838, sur 1 281 hectares tandis que la commune de Paimpol compte à l'origine 14 km2.
Pour assurer l'extension de la zone urbanisée de Paimpol, la fusion des communes apparaît nécessaire juste après la Seconde Guerre mondiale. La fusion sera effective le 26 novembre 1960, à la suite d'un vote organisé à l'intention des habitants des communes concernées. La nouvelle commune s'étend désormais sur 23,61 km2.

## Culture locale et patrimoine

### Église Saint-Pierre
L’église actuelle de Plounez fut la première des églises nouvelles, de style « néogothique », de la région. Elle est due à Ernest Le Guerrannic, architecte diocésain (1831-1915). Elle fut construite de 1892 à 1895, sur l’emplacement de la vieille église, qui ne datait que de 1818. Elle est dédiée à saint Pierre, la paroisse étant dédiée à N-D de Bon-Secours.
L’église contient trois autels, dont deux en marbre et un en bois, et divers éléments artistiques et religieux :
- le tableau « l’adoration des mages », daté de 1617, due à Jean Boucher, de Bourges ;
- un reliquaire en argent qui fut offert en 1500 à la chapelle de Maudez par M. J. du Dresnay, chanoine de Tréguier et recteur de Plounez ;
- un ensemble de vitraux et un chemin de croix en mosaïque dus aux ateliers Mauméjean, actifs à Pau, Paris, Hendaye et Madrid.
- un ensemble d’habits et d’accessoires liturgiques dont une dalmatique en soie, laine et fils d’argent datant de la fin de XVIIIe siècle et un calice en argent qui appartint à Alain Jacob, desservant de Plounez pendant la Révolution, frère de Jean-Marie Jacob (1741-1801), évêque constitutionnel des Côtes-du-Nord.
- un ensemble d’ex-voto offerts à l’église par les marins de la paroisse.

Le pardon de Plounez est célébré chaque année en juillet.

### Chapelle Notre-Dame de Kergrist

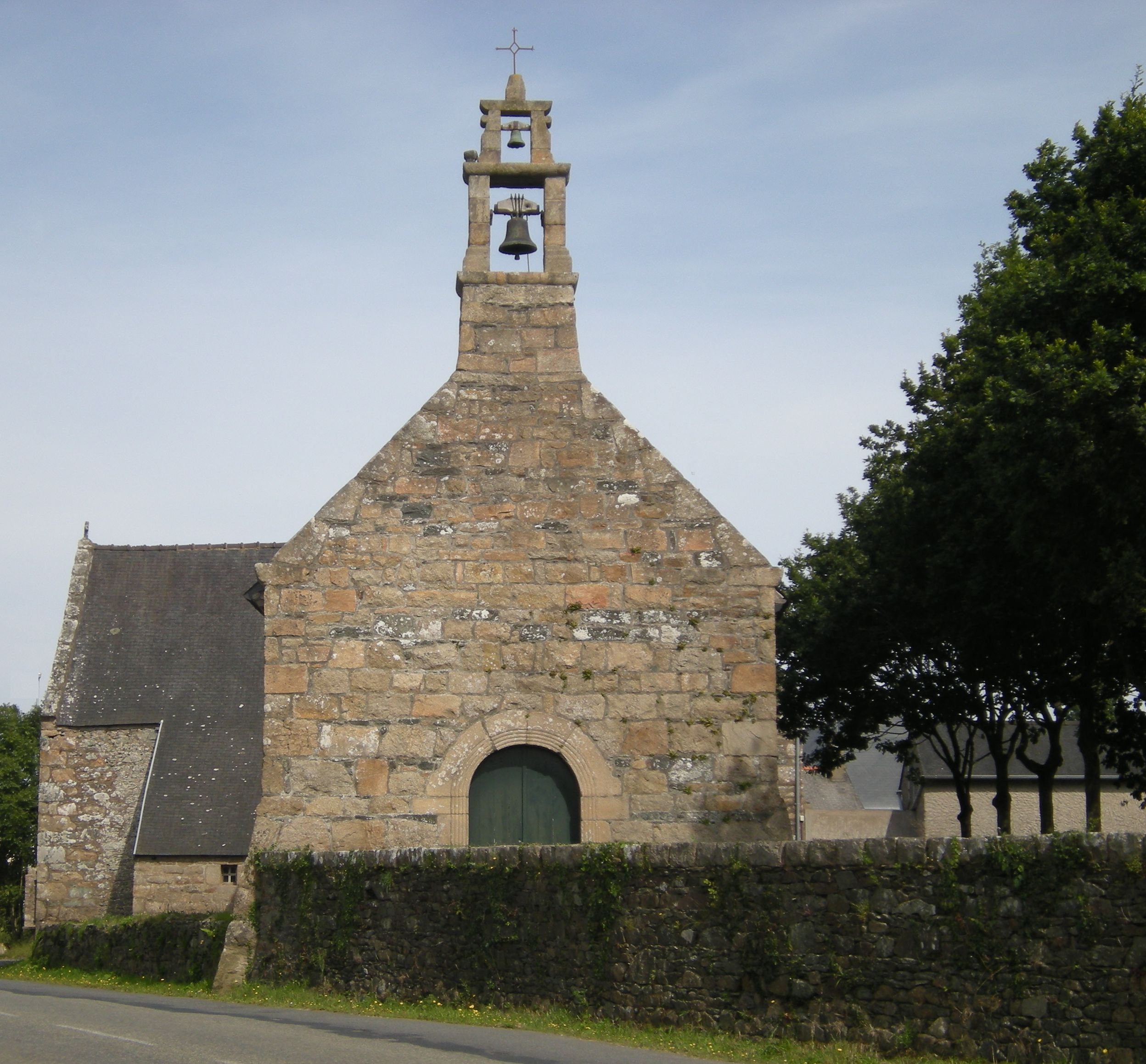
La chapelle Notre-Dame de Kergrist.

En bordure d’une très ancienne voie et dominant le Trieux, la chapelle actuelle, dont les parties les plus anciennes datent du XVIe siècle, aurait remplacé un édifice plus ancien bâti vers le VIIIe siècle par une communauté religieuse. En effet, un important corps de bâtiment appelé « en abbaty » existait encore au début du siècle dernier, à quelques centaines de mètres plus au sud. La chapelle est inscrite au titre des Monuments historiques.

### Chapelles disparues
Outre la chapelle Notre-Dame de Kergrist, Plounez comptait autrefois plusieurs autres chapelles, aujourd’hui disparues :
- Saint-Yves, à Landeby ;
- la chapelle privative du manoir de Kerloury nommé « chapel an escop » dédiée à Notre-Dame de Bonne Nouvelle ;
- Saint-Maudez, à Kermaudez ;
- Saint-Nicolas, à Keralain, à proximité du manoir de Keralain ;
- Saint-Touez ou Touézec, à Landouézec ;
- Saint-Julien, à proximité du pont enjambant le Trieux.
- La chapelle privative du manoir de Kergoniou.
- Une autre chapelle vouée à Saint-Nicolas citée par René Couffon aurait existé sur les bords du Trieux. Des écrits mentionnent la grève de Saint-Nicolas pour désigner le rivage de Pont Erwan.

### Châteaux et manoirs
- Coz Castel, au village du même nom
- Motte féodale du Wern ou Guern
- Château de Kerraoul
- Manoir de Kerloury
- Manoir de Kereiz
- Manoir de Kerbiguet
- Manoir de Kergoniou
- Manoir de Penlan
- Manoir de Keralain
- Manoir de Kervic
- Manoir de Lostang

### Autres

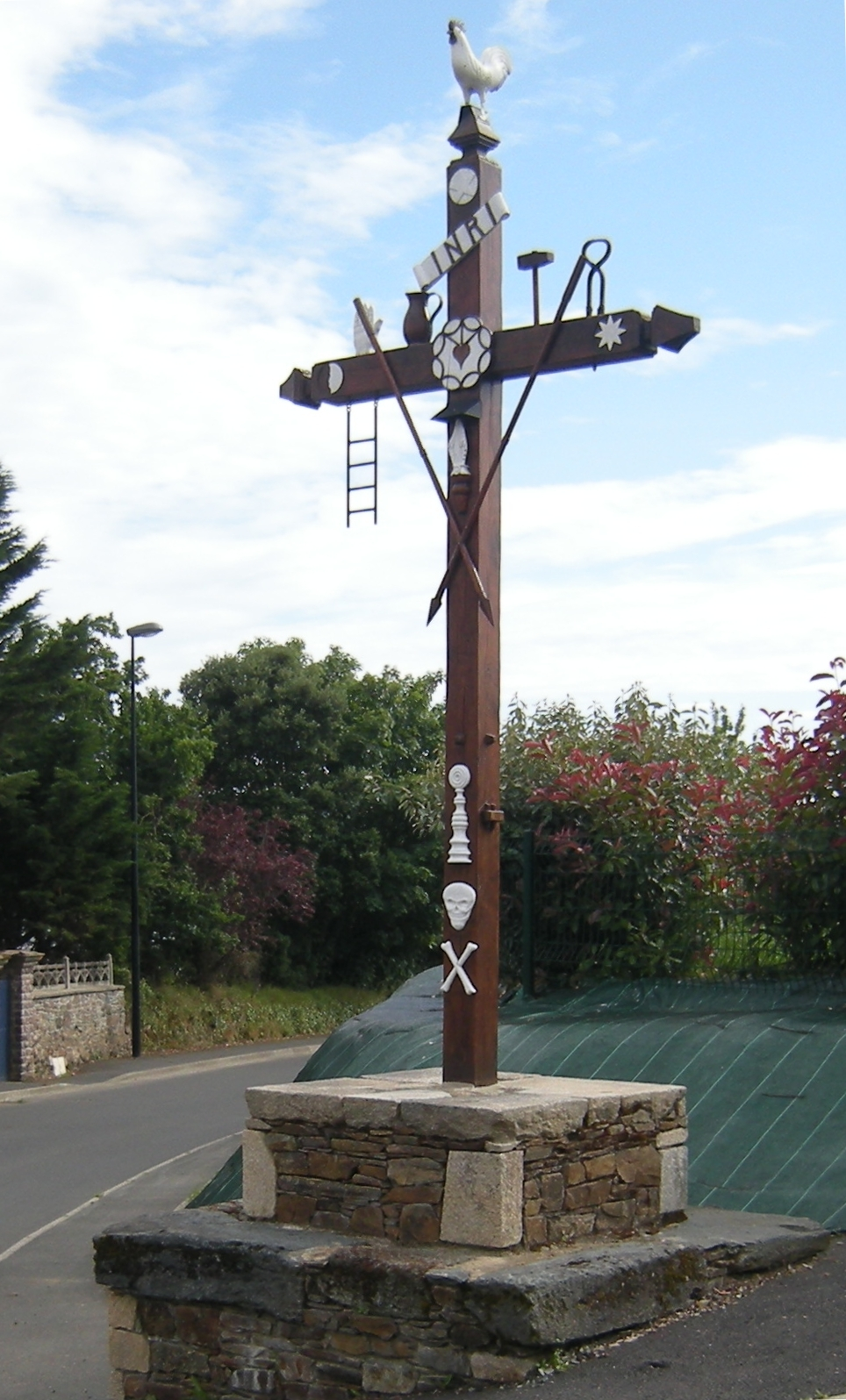
La croix aux outils.

- Le moulin à mer de Lost Troan ou Coz Castel, dont il ne reste que la chaussée, le bâtiment ayant été détruit par les Allemands.
- Les camps allemands de Guerland
- Le pont de Lézardrieux, sur le site de l'ancien passage du Goëlo. Le pont actuel à haubans a été construit en 1924 par les établissements « Les ateliers du Temple », en Gironde. Il a remplacé un pont construit en 1840. Il est long de 160 mètres, large de 11 mètres et haut de 30 mètres.
- École aquacole et maritime - Traou Vilin.

## Personnalités liées à Plounez
- Placide Guillermic, dit Tadig Kozh (1788-1873), curé exorciste, né à Plounez en 1788.
- Jean-Marie Leissen (1856-1942), commissaire de la Marine, défenseur des pêcheurs d'Islande.
- Marie Delorme (1836-1905), auteur d'ouvrages pour la jeunesse et d'économie domestique et sa fille Edmée Vesco de Kereven (1871-1945) romancière.

## Plounez auXXIesiècle
Plounez dispose d'une mairie annexe, d'une section électorale, d'un maire adjoint, d'une école primaire publique, (l'école privée Sainte-Anne ayant fermé ses portes en 2006), d'une école Diwan, celle de Paimpol et de plusieurs associations (Amicale laïque, comité des fêtes, association Bevan E Plounez).
Plounez a vu s'implanter sur son territoire le lycée de Keraoul, une grande surface (route de Kergrist, vers Lézardrieux) et la zone artisanale et industrielle de Goasmeur.
Le sentiment d'appartenance à Plounez est encore très présent dans l'esprit de bon nombre de Plounéziens.

## Sources

## Compléments